# Althorp
Althorp é uma propriedade de campo em Northamptonshire, Inglaterra, localizada a 8 km ao noroeste do centro da cidade de Northampton.
É o lugar onde está sepultada Diana, Princesa de Gales. Althorp, desde 1508, tem sido a propriedade principal da família Spencer e pertence atualmente a Charles Spencer, 9.º Conde Spencer, também conhecido por ser o irmão de Lady Di.

## História
A mansão de Althorp originalmente tinha tijolos vermelhos da Era Tudor, mas foi radicalmente modificada durante o século XVIII, quando o famoso arquiteto Henry Holland foi comissionado para fazer mudanças extensivas. O interior da casa reúne uma impressiva e bela coleção de obras de arte, principalmente do flamengo Anthony van Dyck, além de móveis finos.
O estábulo de cavalos da propriedade foi convertido numa exibição devotada à memória da princesa, onde há fotos, objetos pessoais e roupas da princesa, incluindo seu vestido de casamento.
Segundo o irmão de Diana, todo o dinheiro arrecadado com a venda de tickets é doado para o Fundo Memorial de Diana, Princesa de Gales, que distribuí o dinheiro entre instituições de caridade apoiadas pela princesa em vida. Numa pequena ilha ao centro do lago da propriedade, o corpo de Diana está enterrado.

A propriedade e a mansão estão abertos ao público durante os meses de verão (de 1 de julho até 30 de setembro), exceto no dia 31 de agosto, o aniversário de morte de Diana. A propriedade foi primeiramente aberta em 1953, por Albert Spencer, 7.º Conde Spencer, o avô de Diana, para minimizar os impostos.

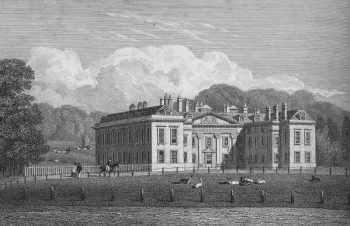
Althorp House em 1829. A aparência da mansão deste ângulo permaneceu quase inalterada.